# Високодостойний

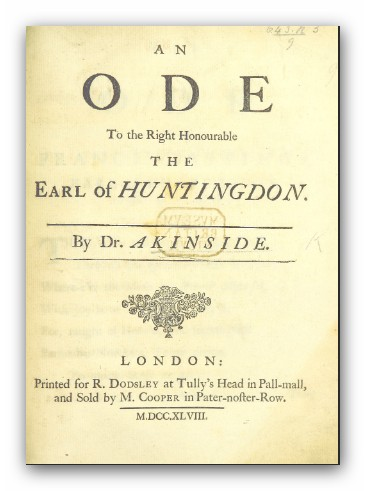
Ода Високошляхетному графу Гантінґдону

"Високодостойний" або "Високочесний" або "Високошляхетний" (англ: The Right Honourable; скор. The Rt Hon.) — це гоноратив, почесна форма звертання, що традиційно застосовується до певних осіб та членів вищих державних органів Великої Британії, Британської імперії та Співдружності Націй. 
Цей термін в основному використовується як форма звертання, пов'язана з особами, що обіймають певні вищі державні посади у Великій Британії, Канаді, Австралії Новій Зеландії.
"Right" в цьому контексті означає "дуже" ("thoroughly" або "very").

## Застосування
Звертання "Високодостойний" або "Високочесний" або "Високошляхетний" перед титулом, посадою та прізвищем застосовується у Великій Британії та інших країнах-членах Співдружності до:
- членів Таємної ради Великої Британії та Північної Ірландії;
- перів, як пожиттєвих, так і спадкових: маркізів, баронів, віконтів і графів;

До дружини пера звертаються в такій же формі, яку має її чоловік.  
До князів та герцогів звертаються "Ваша високосте" або "Ваша світлосте" ("The Most Noble" або "His Grace"), до маркізів - "Високочесний" або "Високоповажний" ("The Most Honourable"), бо баронів - "Дуже поважний" ("The Much Honoured").
Якщо князь (герцог) або маркіз стає таємним радником, він зберігає вищий стиль (форму звертання). Все це стосується також жінок-перів.
- прем'єр-міністрів, міністрів внутрішніх та закордонних справ, включаючи деяких нинішніх та колишніх членів Кабінету міністрів Сполученого Королівства, Канади, Австралії, Нової Зеландії, спікерів парламентів, а також деяких інших вищих посадових осіб.

- лордів-мерів Лондона, Кардіффа, Белфаста і Йорка; лорда Королівського герольдмейстера (Lord Lyon King of Arms), лордів-мерів Единбурга та Глазго.
- Архієпископів;
- членів Палати Лордів;
- Вищих посадових осіб Лицарських орденів, Палати громад, Адміралтейства, Ради торгівлі та інших державних установ.

Звертання "Високодостойний" або "Високочесний" або "Високошляхетний" («The Right Honourable») не утворює титулу як такого, а є традиційним префіксом до власне титулу і прізвища його носія, вживаним при згадці особи в офіційному документі, при адресації листів, тощо.
Це звернення використовуються головним чином при офіційному листуванні або на урочистих подіях і зборах. У самому тексті листа, а також при згадці особи в розмовній мові або в газетній публікації «Високодостойний» не вказується.
У Палаті громад її депутати при посиланні один на одного кажуть, наприклад: «Як щойно сказав високодостойний член Палати від міста такого-то ...».

## В Україні
При офіційному звернені до вищих посадових осіб держав, використовуються такі форми звертання:
- До Президента держави:
  - Ваша Високодостойносте Пане Президенте.

- Звертання до міністрів і послів:
  - Високодостойний пане Міністре,
  - Високодостойний пане Амбасадоре.